# 维尔姆拉
维尔姆拉是奥地利下奥地利州图尔恩县的一个市镇。总面积20.4平方公里，总人口1243人，人口密度60.9人/平方公里（2005年）。